# Експерт (фільм)
Експерт (англ. The Expert) — американський бойовик 1995 року.

## Сюжет
Джон Ломакс, експерт з бойових мистецтв, який навчає поліцейських, і не підозрює, що поки він спокійно вечеряє в суспільстві тележурналістки Лізи Пірс, сексуальний маніяк Мартін Каган вбиває його молодшу сестру. Суд, засудивши Кагана до страти, постановляє відстрочити виконання вироку на невизначений час. Але Каган не просто психопат, він — серійний вбивця. Його поміщають в одну камеру з Біллом Лумісом, засудженим на смерть за вбивство дружини, яку насправді вбив Каган. Головний психолог в'язниці доктор Барнс домагається визнання Кагана психічно неосудним. З дня на день його повинні перевести до лікарні. Коли Ліз повідомляє Джону цю новину, він вирішує здійснити правосуддя. Озброївшись до зубів і роздобувши план в'язниці, Джон відправляється туди, щоб своїми руками виконати смертний вирок.

## У ролях
- Джефф Спікмен — Джон Ломакс
- Джеймс Бролін — Ворден Мансі
- Майкл Шейнер — Мартін Каган
- Алекс Детчер — доктор Еліс Барнс
- Вольфганг Бодісон — Ден Мейсон
- Елізабет Грейсен — Ліз Пірс
- Норм Вудел — Білл Луміс
- Джим Варні — Снейк
- Мішель Нагі — Дженні Ломакс
- Ред Вест — суддя
- Вільям Беррі Скотт — капітан Джексон
- Джофрі С. Браун — Джо Хаймс
- Роббі Робінсон — Текс
- Рамон Естевез — Томас